# Стеколенко Олександр Леонідович
Стеколенко Олександр Леонідович (нар. 18 вересня 1971 року) — український режисер кіно, реклами, фешн-відео, кліпмейкер,художник- ілюстратор.
У 1991-му закінчив Миколаївський педагогічний інститут (викладач історії).
Працював на національному телебаченні як режисер-постановник шоу на каналі «СТБ», головний режисер «Нового каналу», промоушн-режисер «1+1».
У 1995 дебютував у документально-публицістичному жанрі з фільмом "Історія Провінційної самотності" (фільм був створений за підтримки "Інтерньюз-Україна")
У настіупні роки працював як кліпмейкер, (разом з братом Ігорем Стеколенко) відображаючи у музичних відео творчість українських артистів серед яких Ірина Білик, «Океан Ельзи», «Скрябін», Альона Вінницька, білоруський гурт «Ляпіс Трубецькой», «BRUTTO», «Zdob și Zdub», SunSay,  Олександр Пономарьов, Лама, «Брати Карамазови»та ін.
Музичне відео, відзняте на трек «Ляпіса Трубецького» «Я верю» отримало   понад 14 млн переглядів. 
Також деякого резонансу набули  рекламні ролики Стеколенка "Нова жіночність"для бренду Kacharovska і "Про що моя вишиванка" (агенція DramaQueen) для Etnodim.
З 1997 року знімає рекламні ролики, яких зараз у нього в активі близько 500: замовниками були, зокрема, такі українські і світові бренди, як Samsung, Watsons, Danone, Roshen, Zarina, «Коктебель», Procter & Gamble, Geocell, MTC, Carte Noire, Nokia, Beeline та ін.
У 2002 році був режисером іміджевого рекламного ролика "Рошен" (агенція Bates-Україна, Radioactive film)  "Я їду додому" на пісню гурту "Океана Ельзи". 
У 2007 році дебютував у ігровому кіно з телевізійним фільмом «Тривожна відпустка адвоката Ларіної», відзнятим у жанрі іронічного детектива на замовлення телеканала ОРТ.
У 2009 році на замовлення телеканала «Інтер» був створений 4-серійний фільм «Правдива історія про Червоні вітрила» за мотивами творів Олександра Гріна. (виробництво "Пронто-фільм")
У 2010 році на замовлення телеканалу «Інтер» у співавторстві з братом Ігорем Стеколенко був створений 12-серійний документальний фільм «Зворотній відлік» — щоденник підготовки до бою за звання чемпіона світу між боксерами Віталієм Кличком і Шенноном Бріґґзом. Тоді ж була створена BURO creative lab — творча лабораторія братів Стеколенко, яка займається виробництвом музичного відео і фешн-фільмів.
У 2011—2012 працював над рекламними фільмами на замовлення Міністерства освіти України, Міністерства охорони навколишнього середовища Грузії.
У 2013 році разом з Ігорем Стеколенко як креативний директор працював над створенням телевізійного шоу «Зірки в опері» для телеканала «1+1».
2014 — режисер документального фільму «Коктейлі Грушевського» з циклу «Зима, що нас змінила» (для каналу «1+1»)
2014 — фешн-фільм «Shoulders of a men», створений для українського бренду Syndicate, потрапив у шортлист Берлінського фестивалю фешн-фільмів (BFFF) і Австралійського міжнародного фестивалю фешн-фільмів (AIFFF) у Сіднеї.
У 2015 ролик «Війна» з соціального проекту «Одна країна — один народ»  (республіка Казахстан) отримав численні нагороди на фестивалях RedJolbors, Red Apple, Ідея, Epica.
Фешн-фільм «Syndicate. Basicism» здобув перемогу на фестивалі SFFF у Сантьяго в номінації «найкраща режисура», а також потрапив до двох номінацій на AIFFF.
У квітні 2015 року у співавторстві з режисером Ігорем Стеколенко було створено відеосценографію для міжнародного проекту — балету «The Great Gatsby» (хореографія Dwight Rodhen, головна партія — Деніс Матвієнко) 
У грудні 2015 року ролик Samsung Evolution (агенція Cheil Ukraine) увійшов у тижневий чарт ТОР5 Ad Forum, який визначатиме найцікавіші рекламні ролики світу.
Разом з Veteran Hub брав участь у створенні рекламної кампанії "Завдяки тобі", спрямованій на популяризацію цивільного жесту громадянської подяки українським ветеранам і військовим.
2017-2018 роки разом з режисеркою Тетяною Ходаківською став співавтором і спів-режисером міжнародного документального проекту "Солодкий, Манливий, Без Меж" https://www.imdb.com/title/tt7270676/awards?ref_=tt_awd
Фільм здобув низку нагород і був відмічений на престижних фестивалях світу.
У 2019 році у якості режисера-постановника брав участь у великому мистецькому проекті художника Арсена Савадова "Голоси любові" (Voices of Love)за підтримки Міністерства Оборони України. Проект був масштабною реактуалізацією відомого концерту співачки Мерілін Монро перед американськими військовими (Корея, 1954 рік). До участі у проекті було залучено близько 5 тисяч українських військових. Проект готувався до участі у Венеціанському бієнале 2019, і у січні 2020 був показаний у вигляді масштабної відеоінсталяції у галереї M17, Київ.
2020 рік- Олександр Стеколенко разом з Ольгою Рекою став автором сценарію і режисером короткометражного фільму "Поміж тіней", який розповідає про людину, яка повертається з війни у місто, де її вважають загиблою, і марно намагається оформити необхідні документи, які засвідчують що вона жива. Фільм отримав низку призів на східноєвропейських кінофестивалях і брав участь у конкурсній програмі OIFF, також згодом його демонстрували в рамках спеціальної програми Мюнхенського кінофестивалю. 
У тому ж році короткий фешн-фільм "Poeta Semper Tiro" для українського фешн-бренду Litkovska отримав низку міжнародних нагород на фестивалях фешн відео. 
У 2022 році разом з Дар'єю Соколовською Олександр Стеколенко створив серію унікальних українських молитовних прапорців "Бережичи", де виступив арт-директором і художником проекту. 
У 2025 році почав викладати курс з практичної режисури у онлайн школі "Сквот".
З 2009 року режисер Олександр Стеколенко є академіком Національної телевізійної академії «Телетріумф».

## Фільмографія
- 2008: «Тривожна відпустка адвоката Ларіної»
- 2010: «Правдива історія про Червоні вітрила»